# Zehra Gunes
Zehra Güneş (Estambul; 7 de julio de 1999) es una jugadora de voleibol turca. Mide 1,97 m (6′ 6″), pesa 88 kilogramos (194 lb) y juega en la posición de bloqueadora central. Desde el 2017 juega en el Vakıfbank S.K. y es miembro de la selección femenina de voleibol de Turquía.

## Carrera deportiva
Zehra Güneş nació el 7 de julio de 1999 en Kartal, un distrito de Estambul (Turquía), comenzó a jugar al voleibol cuando apenas tenía 12 años en el VakifBank Sports Club, durante las temporadas 2011-2012 y 2013-2014. Durante la temporada siguiente jugó con el Istanbul Büyüksehir Belediyesi. En la temporada 2015-2016 retornó al VakifBank. Durante esta temporada el equipo ascendió de la tercera liga hasta la segunda.

### Club
En la temporada 2016-17 de la Liga de Voleibol Femenina de Turquía, Güneş fue cedida al Beşiktaş JK, otro equipo de voleibol femenino. La siguiente temporada, regresó a su club de origen. Ganó su primer título de campeona de liga en la temporada 2017-2018 con el Vakıfbank SK. Recibió el «Premio especial Vestel» de la Vestel Venus Sultans League 2017-2018, que es la liga turca de voleibol de alto nivel patrocinada por la empresa turca Vestel.
Participó en la Liga de Campeones Femenina CEV 2017-18 con su equipo Vakıfbank SK, que se convirtió en campeón.
| Club          | De        | A         |
| ------------- | --------- | --------- |
| Vakıfbank SK  | 2011–2012 | 2013–2014 |
| Istanbul BBSK | 2014–2015 | 2014–2015 |
| Vakıfbank SK  | 2015–2016 | 2015–2016 |
| Beşiktaş J.K. | 2016–2017 | 2016–2017 |
| Vakıfbank SK  | 2017–2018 | –         |

### Internacional
Güneş jugó en el Festival Olímpico de Verano de la Juventud Europea de 2015 celebrado en Georgia. Participó en el campeonato Mundial de Voleibol Femenino Sub-18 de 2015 en Perú y recibió el título de Mejor Bloqueadora Central. Güneş jugó en el Gran Premio Mundial de la FIVB de 2016. Fue miembro del equipo sub-20 femenino de Turquía y participó en el Campeonato Mundial de Voleibol Femenino Sub-20 de 2017 en México, donde fue nombrada una de las Mejores Bloqueadoras Centrales. Jugó con el equipo sub-23 femenino de Turquía en el Campeonato Mundial de Voleibol Femenino Sub-23 de 2017 en Eslovenia, donde su equipo ganó el título de campeón, tras ganar al equipo anfritión con un contundente 4-0 (15-12, 15-11, 15-13, 15-8).

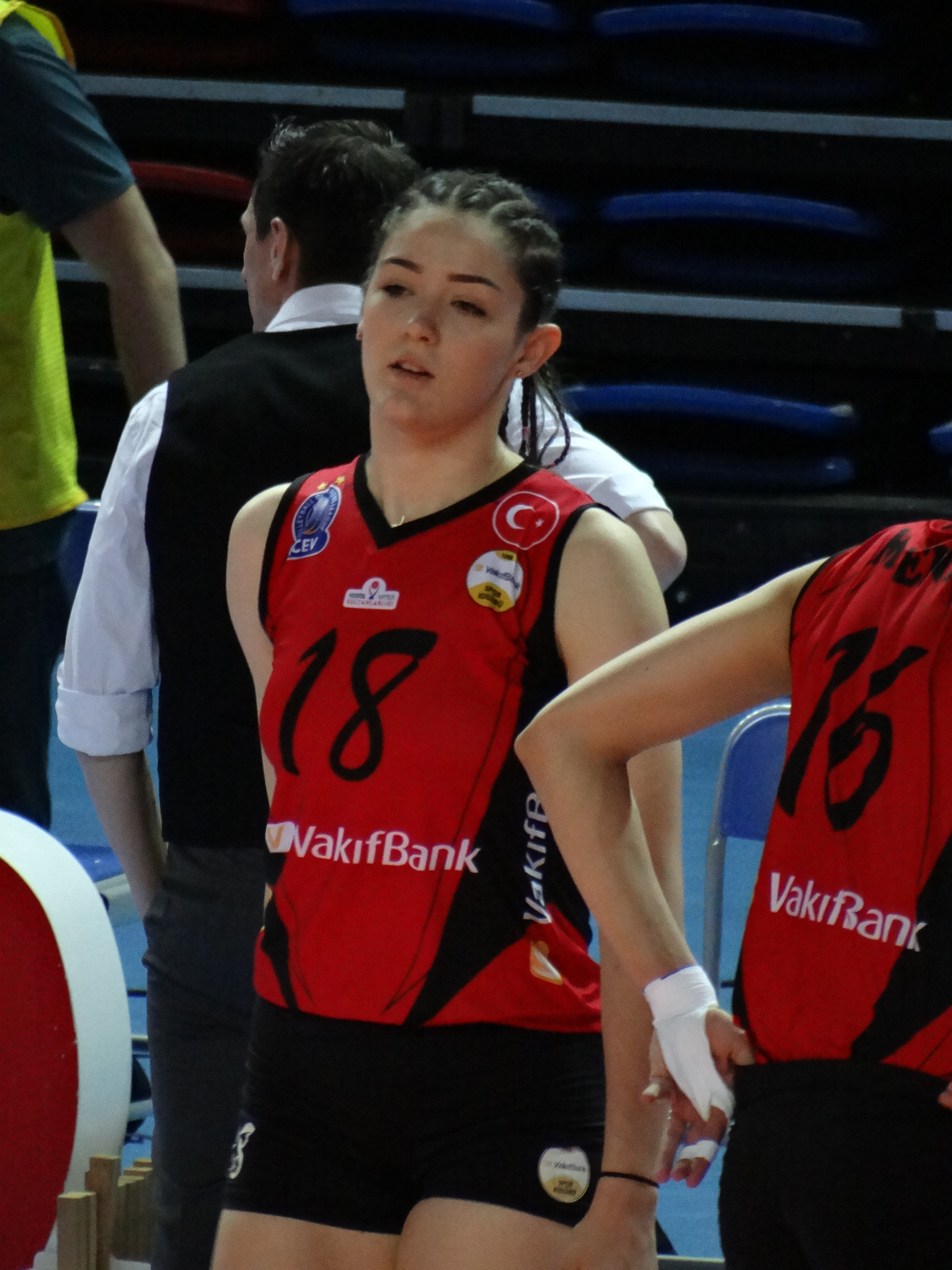
Zehra Güneş en 2018

En enero de 2017, fue invitada a jugar en la Selección femenina de voleibol de Turquía y admitida en el equipo en marzo de 2018. Posteriormente, jugó en la Liga de Naciones de Voleibol Femenino de 2018 como parte del equipo turco donde ganó una medalla de bronce. En 2019, jugó el Campeonato Europeo de Voleibol Femenino, donde ganó una medalla de plata. En 2021 participó en el Campeonato Europeo de Voleibol Femenino, donde quedó en tercera posición y en los Juegos Olímpicos de Tokio 2020, donde quedó en quinta posición, todos con la Selección Nacional de Turquía.

## Palmarés

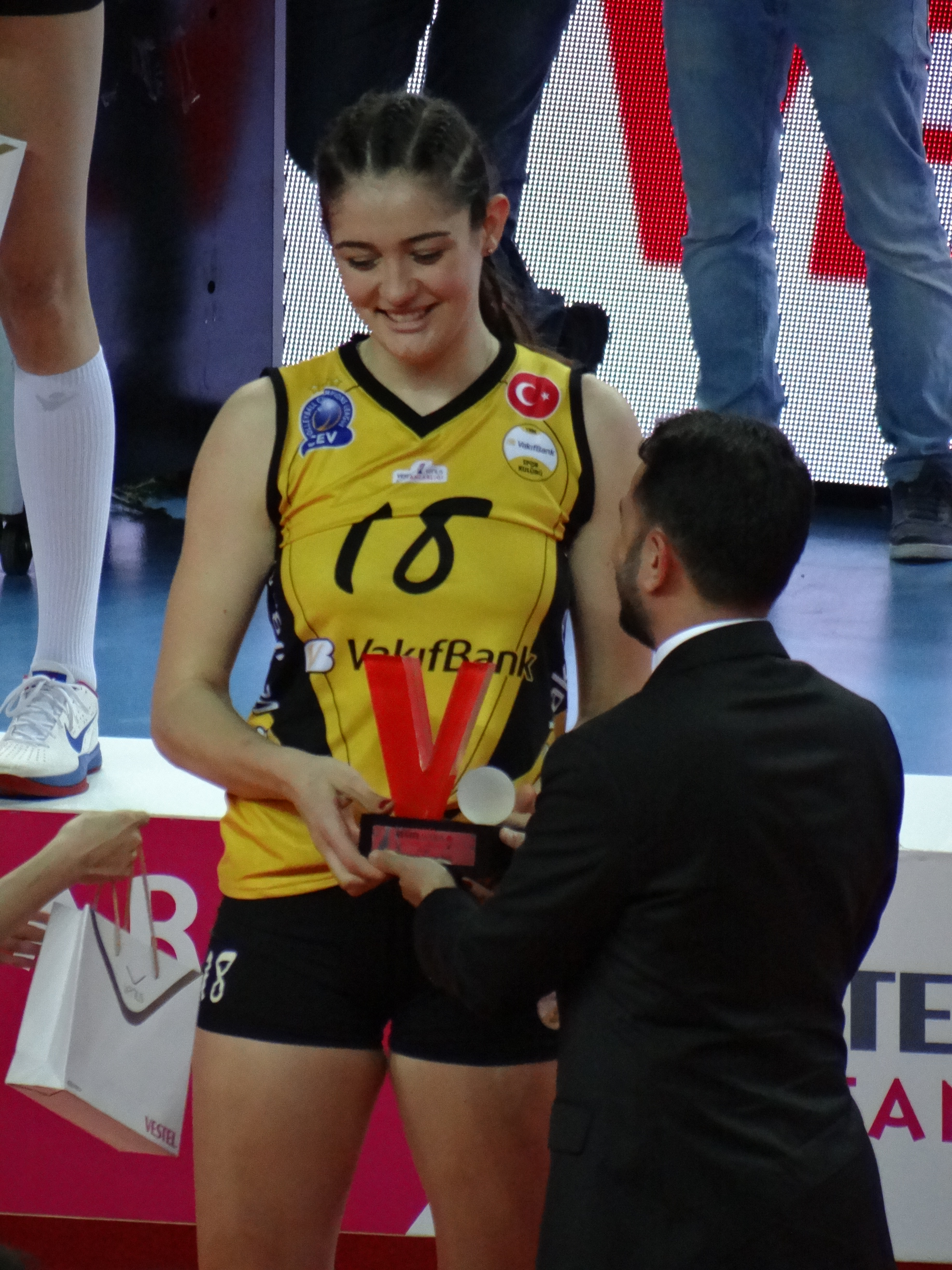
Zehra Güneş recibiendo el «Premio especial Vestel» de la Vestel Venus Sultans League 2017-2018

### Club
Vakıfbank S.K.
- 2017ː Supercopa de voleibol femenina de Turquía
- 2017ː Campeonato Mundial de Clubes FIVB –  Medalla de oro
- 2018: Copa de Voleibol Femenina de Turquía –  Copa de oro
- 2017-2018: Liga Turca de Voleibol Femenino –  Medalla de oro
- 2017-2018: Liga de Campeones Femenina CEV –  Medalla de oro
- 2018: Campeonato Mundial de Clubes FIVB –  Medalla de oro
- 2019: Campeonato Mundial de Clubes FIVB –  Medalla de bronce
- 2020: Supercopa de voleibol femenino de Turquía –  Copa de plata
- 2020-2021: Liga de Campeones Femenina CEV –  Medalla de plata
- 2021: Campeonato Mundial de Clubes FIVB –  Medalla de oro
- 2021-2022: Liga de Campeones de voleibol femenino 2021-22 –  Medalla de oro
- 2022: Campeonato Mundial de Clubes Femenino de la FIVB –  Medalla de plata

### Selección turca
- 2017: Campeonato Mundial Sub-23 – Archivi:Med 1.png  Medalla de oro
- 2018: Liga de Naciones de Voleibol –   Medalla de plata
- 2019: Campeonato Europeo de Voleibol –  Medalla de plata
- 2021:  Liga de Naciones de Voleibol –  –  Medalla de bronce
- 2021: Campeonato Europeo de Voleibol –  Medalla de bronce
- 2023: Liga de Naciones de Voleibol Femenino –   Medalla de oro
- 2023: Campeonato Europeo de Voleibol Femenino –   Medalla de oro

### Individual
Jugadora más valiosa
- 2021-2022 Liga de voleibol femenino de Turquía

Mejor central
- 2015 Campeonato Mundial de Voleibol Femenino Sub-18 de la FIVB
- 2017 Campeonato Mundial de Voleibol Femenino Sub-20 de la FIVB
- 2019 Campeonato Mundial de Clubes Femenino de la FIVB
- 2021 Campeonato Mundial de Clubes Femenino de la FIVB
- 2022 Campeonato Mundial de Clubes Femenino de la FIVB
- 2023 Liga de Naciones de Voleibol Femenino
- 2023 Campeonato Mundial Femenino de Clubes de la FIVB

Premio Especial Vestel2017-2018 Vestel Venus Sultans League